# Twee vrouwen (film)
Twee vrouwen (Engels: Twice a Woman) is een Nederlandse dramafilm uit 1979 onder regie van George Sluizer. Het scenario is gebaseerd op de gelijknamige roman uit 1975 van de Nederlandse auteur Harry Mulisch.

## Verhaal
Laura is een gescheiden vrouw van middelbare leeftijd. Ze wordt verliefd op Sylvia en gaat met haar samenwonen. Laura heeft een grote kinderwens, maar ze kan zelf geen kinderen krijgen. Sylvia verleidt daarom de ex-man van Laura en raakt zwanger. Vervolgens keert ze terug naar Laura, die dacht dat Sylvia haar had verlaten. Laura's ex kan het verraad van Sylvia echter niet verwerken.

## Rolverdeling
| Acteur                  | Personage         |
| ----------------------- | ----------------- |
| Bibi Andersson          | Laura             |
| Anthony Perkins         | Alfred            |
| Sandra Dumas            | Sylvia            |
| Kitty Courbois          | Moeder van Sylvia |
| Tilly Perin-Bouwmeester | Moeder van Laura  |
| Astrid Weyman           | Karin             |
| Sarah Godbold           | Kleine Laura      |
| Charles Gormley         | Toneelschrijver   |
| Arnold Gelderman        | Raoul             |
| Adrian Brine            | Alan Denderman    |
| Gregor Frenkel Frank    | Rublioff          |